# Pascual Veiga

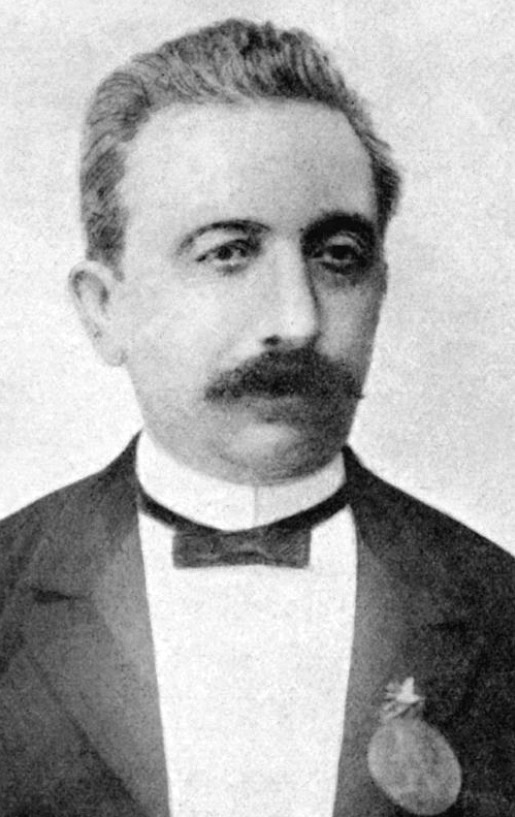
Pascual Veiga.

Pascual Veiga Iglesias (Mondoñedo, España, 9 de abril de 1842 - Madrid, España, 12 de julio de 1906), fue un compositor y músico precoz, autor de la popular Alborada y de la música del Himno de Galicia, y figura fundamental del Rexurdimento Gallego.

## Historia
En su ciudad natal toma un primer contacto con la música, como niño de coro. Se presenta a las oposiciones para organista de la Catedral de Mondoñedo y de la Colegiada de Covadonga, que no gana por no tener la edad requerida. Fue organista de la Iglesia de Santo Domingo de Betanzos y de la Colegiada de La Coruña, además de profesor del Conservatorio Nacional de Madrid. Fundó y dirigió varios orfeones, recibiendo numerosos premios. Durante esta época compone la que sería una de sus obras más emblemáticas, la Alborada de Veiga, que sería estrenada en Pontevedra, en el año 1880, despertando gran admiración en Galicia, y convulsión entre el galleguismo de la diáspora. Dos años después funda El Nuevo Orfeón, más tarde conocido como Orfeón El Eco, y que pervive hasta nuestros días. En el año 1889, funda el Orfeón Coruñés nº 4, y durante la Exposición Universal de París (1889), gana con él la medalla de oro y las Palmas Académicas.
En 1896 se va a vivir a Madrid, donde dirige el Orfeón del Centro Gallego y el Orfeón Matritense, y trabaja como profesor del Conservatorio nacional.
Entre sus obras destacan trabajos tan importantes en la cultura gallega como Alborada Gallega, también conocida como Alborada de Veiga, La escala y la música de Os Pinos (Himno Gallego), fruto de la correspondencia mantenida entre Eduardo Pondal, autor de la letra, y el propio Veiga.

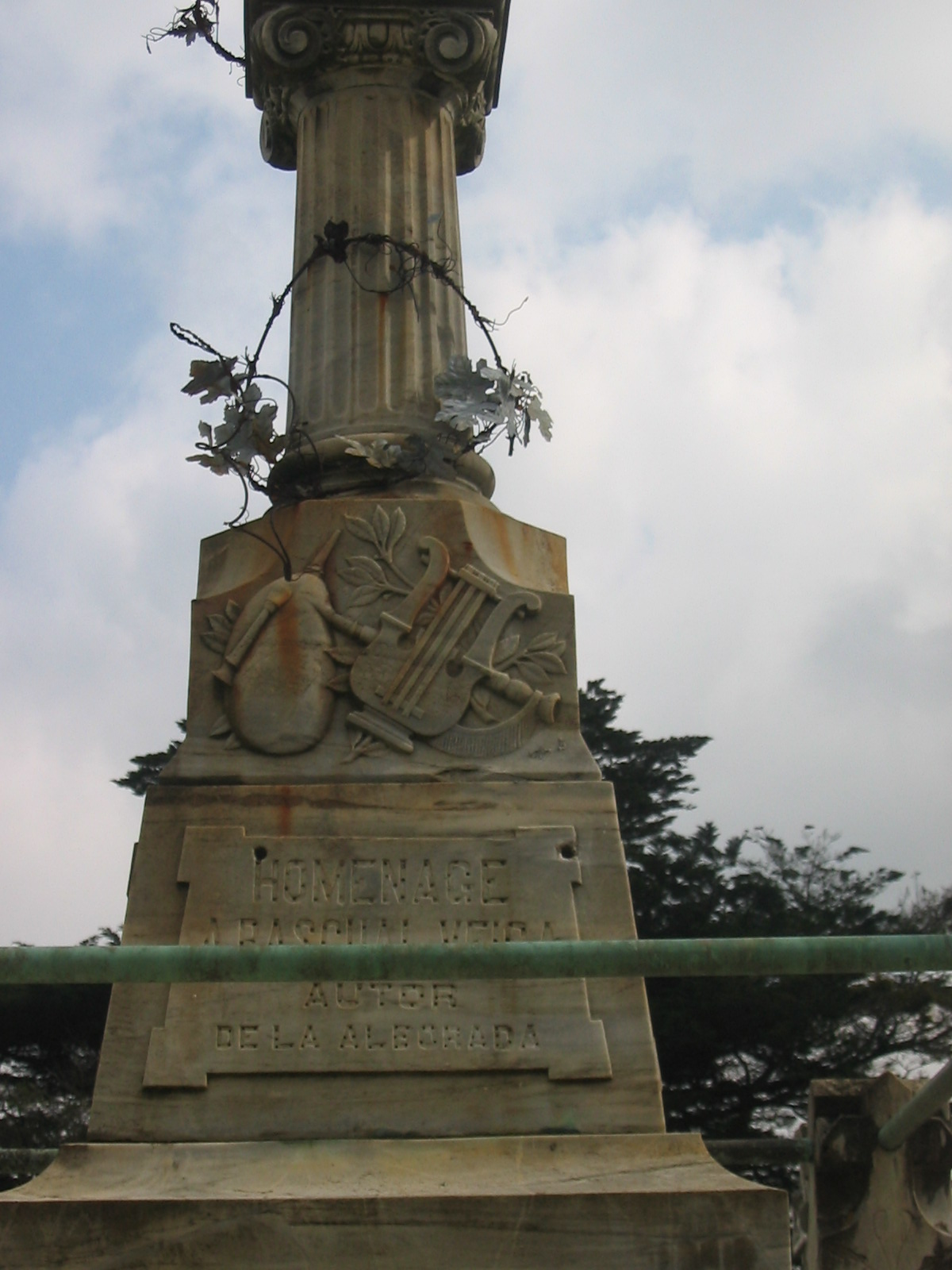
Tumba en el cementerio antiguo de Mondoñedo.

Murió en su casa de la calle del Marqués de Urquijo, n.º 2 de Madrid, a los 64 años de edad; seis meses más tarde, y gracias a unas gestiones de Fontenla Leal en Cuba, el Himno Gallego se estrenaría el 20 de diciembre de 1907 en el Gran Teatro de La Habana. Con motivo del centenario de este evento, y de la muerte del autor, se celebró en el año 2007 un congreso sobre su figura, en Santiago de Compostela. En dicho congreso, el musicólogo Fernando López-Acuña, discutió que el estreno del himno se hubiera celebrado en la fecha en que se suele fijar, datándola 10 años antes, basándose para sustentar tal afirmación en referencias en medios de comunicación y partituras existentes desde 1896, dato que sin embargo fue discutido por otros disertantes, que negaron que las partituras referidas por López-Acuña fueran las del actual himno. El 22 de diciembre de 2014 tuvo lugar la inauguración de un busto dedicado a su memoria, y su ciudad natal le ha dedicado un auditorio con su nombre.
Sus restos reposan en el cementerio antiguo de Mondoñedo, bajo un monumento y sepulcro, en el que puede leerse: «Homenage a Pascual Veiga, autor de la Alborada», y debajo una mención a la diáspora gallega en Buenos Aires, que sufragó el monumento. 
Los dos temas más célebres de Pascual Veiga, el Himno Gallego y la Alborada, han sido objeto de numerosas versiones, entre ellas podría recordarse la Alborada Gallega que grabó el grupo español Los Relámpagos, en la década de 1960.
Su hijo José Adolfo Veiga Paradís fue también compositor.